# Coppa di Francia 1988-1989
La stagione 1988-89 è stata la 72ª edizione della Coppa di Francia.

## Risultati

### Trentaduesimi di finale
| Squadra 1           | Risultato       | Squadra 2                               |
| ------------------- | --------------- | --------------------------------------- |
| Monaco              | 6 - 1           | Pont-Saint-Esprit                       |
| Sochaux             | 1 - 0           | Metz                                    |
| Nizza               | 1 - 0           | Saint-Étienne                           |
| Nantes              | 4 - 0           | Stade héninois                          |
| Rennes              | 4 - 0           | Le Touquet Athletic Club, à Cherbourg : |
| Paris Saint-Germain | 3 - 0           | INF Clairefontaine                      |
| Stade montois       | 2 - 2 (5-3 dcr) | Valence                                 |
| Olympique Marsiglia | 4 - 0           | Pau FC                                  |
| Olympique Lione     | 6 - 1           | Olympique Alès                          |
| Matra Racing        | 1 - 0 (dts)     | Martigues                               |
| La Roche-sur-Yon    | 3 - 1           | Angoulême                               |
| Vauban Strasbourg   | 1 - 3           | Mulhouse                                |
| Grenoble            | 1 - 0           | SA Épinal                               |
| Dunkerque           | 2 - 0           | Football Club de Versailles 78          |
| Cannes              | 1 - 1 (4-2 dcr) | Laval                                   |
| Caen                | 4 - 0           | US Saint-Gaudens                        |
| Brest               | 3 - 0           | Lorient                                 |
| Beauvais            | 1 - 1 (3-2 dcr) | Bordeaux                                |
| Auxerre             | 3 - 0           | Niort                                   |
| Angers              | 0 - 0 (3-1 dcr) | Cercle Paul Bert Bréquigny Rennes       |
| Lens                | 4 - 2 (dts)     | Le Portel                               |
| SC Tolone           | 1 - 0           | AS Nancy                                |
| Rouen               | 3 - 1           | SO Cholet                               |
| Tolosa              | 3 - 1           | Vallauris                               |
| Quimper FC          | 2 - 0           | US Concarnoise                          |
| Orléans             | 4 - 0           | Intrépide d'Angers                      |
| Montluçon           | 2 - 1           | Stade Reims                             |
| Lilla               | 3 - 0           | Strasburgo                              |
| Geldar Kourou       | 2 - 1           | Sens                                    |
| Gueugnon            | 2 - 1 (dts)     | Sedan                                   |
| Créteil-Lusitanos   | 2 - 0           | Sète                                    |
| Montpellier SC      | 3 - 2 (dts)     | Montceau Bourgogne                      |

### Sedicesimi di finale
| Squadra 1                | Totale | Squadra 2           | Andata | Ritorno |
| ------------------------ | ------ | ------------------- | ------ | ------- |
| Montpellier              | 1 - 4  | Monaco              | 1 - 1  | 0 - 3   |
| Nizza                    | 4 - 1  | Tolosa              | 2 - 0  | 2 - 1   |
| Cannes                   | 1 - 3  | Mulhouse            | 1 - 1  | 0 - 2   |
| Lilla                    | 4 - 1  | Rouen               | 4 - 0  | 0 - 1   |
| Caen                     | 1 - 0  | Dunkerque           | 1 - 0  | 0 - 0   |
| Tolone                   | 3 - 0  | Créteil-Lusitanos   | 2 - 0  | 1 - 0   |
| Lens                     | 1 - 2  | Beauvais            | 1 - 0  | 0 - 2   |
| Olympique Marsiglia      | 4 - 1  | Stade Quimpérois    | 4 - 1  | 0 - 0   |
| Grenoble                 | 2 - 5  | Auxerre             | 1 - 2  | 1 - 3   |
| Matra Racing             | 1 - 3  | Rennes              | 0 - 1  | 1 - 2   |
| Stade montois            | 1 - 5  | Sochaux             | 1 - 2  | 0 - 3   |
| Montluçon                | 1 - 6  | Paris Saint-Germain | 0 - 1  | 1 - 5   |
| Geldar Kourou            | 0 - 11 | Nantes              | 0 - 3  | 0 - 8   |
| Orléans                  | 4 - 3  | Brest               | 2 - 0  | 2 - 3   |
| Angers                   | 1 - 0  | Gueugnon            | 1 - 0  | 0 - 0   |
| La Roche Vendée Football | 1 - 2  | Olympique Lione     | 1 - 0  | 0 - 2   |

### Ottavi di finale
| Squadra 1           | Totale | Squadra 2       | Andata | Ritorno |
| ------------------- | ------ | --------------- | ------ | ------- |
| Nantes              | 1 - 2  | Monaco          | 0 - 0  | 1 - 2   |
| Olympique Marsiglia | 3 - 2  | Tolone          | 1 - 1  | 2 - 1   |
| Nizza               | 1 - 5  | Auxerre         | 1 - 2  | 0 - 3   |
| Lilla               | 2 - 3  | Mulhouse        | 0 - 0  | 2 - 3   |
| Sochaux             | 2 - 1  | Olympique Lione | 1 - 0  | 1 - 1   |
| Beauvais            | 4 - 1  | Caen            | 1 - 0  | 3 - 1   |
| Paris Saint-Germain | 3 - 7  | Orléans         | 0 - 4  | 3 - 3   |
| Rennes              | 4 - 1  | Angers          | 1 - 0  | 3 - 1   |

### Quarti di finale
| Squadra 1           | Totale | Squadra 2 | Andata | Ritorno |
| ------------------- | ------ | --------- | ------ | ------- |
| Olympique Marsiglia | 7 - 3  | Rennes    | 5 - 1  | 2 - 2   |
| Sochaux             | 3 - 2  | Mulhouse  | 3 - 1  | 0 - 1   |
| Beauvais            | 1 - 2  | Auxerre   | 1 - 2  | 0 - 0   |
| Orléans             | 4 - 5  | Monaco    | 1 - 2  | 3 - 3   |

### Semifinali
| Squadra 1           | Totale | Squadra 2 | Andata | Ritorno         |
| ------------------- | ------ | --------- | ------ | --------------- |
| Olympique Marsiglia | 3 - 0  | Auxerre   | 2 - 0  | 1 - 0           |
| Monaco              | 0 - 0  | Sochaux   | 0 - 0  | 0 - 0 (5-3 dcr) |

### Finale
| Squadra 1           | Risultato | Squadra 2 |
| ------------------- | --------- | --------- |
| Olympique Marsiglia | 4 - 3     | Monaco    |

| Arbitro: | Quiniou |

| |            | |
| Papin 12’ 22’ 46’ Allofs 65’ | Marcatori  | 31’ 72’ Dib 88’ (rig.) Amoros |
| · Huard · Thys · Förster · Le Roux · 90’ Di Meco · Germain · Sauzée · 69’ Vercruysse · 46’ Meyrieu · Papin · 75’ Allofs · A disposizione: · 46’ Eyraud · 69’ Gastien | Formazioni | · Ettori · Valéry 13’ · Sonor · Battiston · Petit 80’ · Amoros · Puel 46’ · Dib · Poullain 68’ · Hoddle · Weah · A disposizione: · Fofana 46’ · Kurbos 68’ |
| Gili | Allenatori | Wenger |